# ميغيل أوريلانا
ميغيل أوريلانا (بالإسبانية: Miguel Orellana)‏ (29 ديسمبر 1989 بسانتياغو في تشيلي - ) هو لاعب كرة قدم تشيلي في مركز الهجوم. لعب مع أوداكس إيتاليانو ويونيون إسبانيولا وDeportes Iberia ‏ ولوتا شفاغر ‏ وديبورتيفو نوبلينس ‏ وUnión Temuco ‏.

## وصلات خارجية
- ميغيل أوريلانا على موقع Soccerway.com (الإنجليزية)